# Floßplatz (Leipzig)
Der Floßplatz [ˈflɔsˌplat͡s] – in Leipzig mit „kurzem O“ [ɔ] gesprochen – ist der Überrest einer flächenmäßig größeren historischen Anlage, die jahrhundertelang der Versorgung der Stadt Leipzig mit Brenn-, aber auch mit Bauholz diente. Den Namen verdankt er seiner Funktion als städtischer Stapel- und Verkaufsplatz für das über die Elster und Pleiße geflößte Holz. In seiner Geschichte hieß er deshalb zuweilen auch Holz- oder Churfürstlicher Holzplatz.

## Lage
Der heutige Floßplatz ist ein länglicher (ca. 65 × 300 Meter) und zwei Hektar großer städtischer Platz mit Grünanlage in der Inneren Südvorstadt im Ortsteil Zentrum-Süd. Begrenzt wird er durch die Riemannstraße (ehem. Albertstraße) im Norden und die Paul-Gruner-Straße (ehem. Sidonienstraße) im Süden und bildet auf einer Länge von etwa 300 Metern den Übergang von der Harkortstraße zur Dufourstraße. Damit ist die westliche Platzseite auch ein Teilstück der stark befahrenen Zufahrt zur Bundesstraße 2. Der Platz liegt am Rande des Musikviertels; seine Westseite gehört heutzutage zum „Erhaltungsgebiet“ des Musikviertels.
Der historische Floßplatz lag nah der Petersvorstadt und erstreckte sich ehedem nach Westen über die heutige Dimension hinaus bis zum Pleißemühlgraben – etwa bis zur Lampestraße – und war damit mehr als doppelt so groß wie der jetzt bestehende. Nicht weit vom Floßplatz entfernt befand sich früher am Ende der Münzgasse das Münztor, das mitunter nach dem Platz auch Floßtor genannt wurde. Das Tor stellte bis ins 19. Jahrhundert vom Floßplatz aus den einzigen Zugang über den Peterssteinweg zur Stadt dar, so dass die Holzeinfuhren hier verzollt werden mussten.

## Geschichte

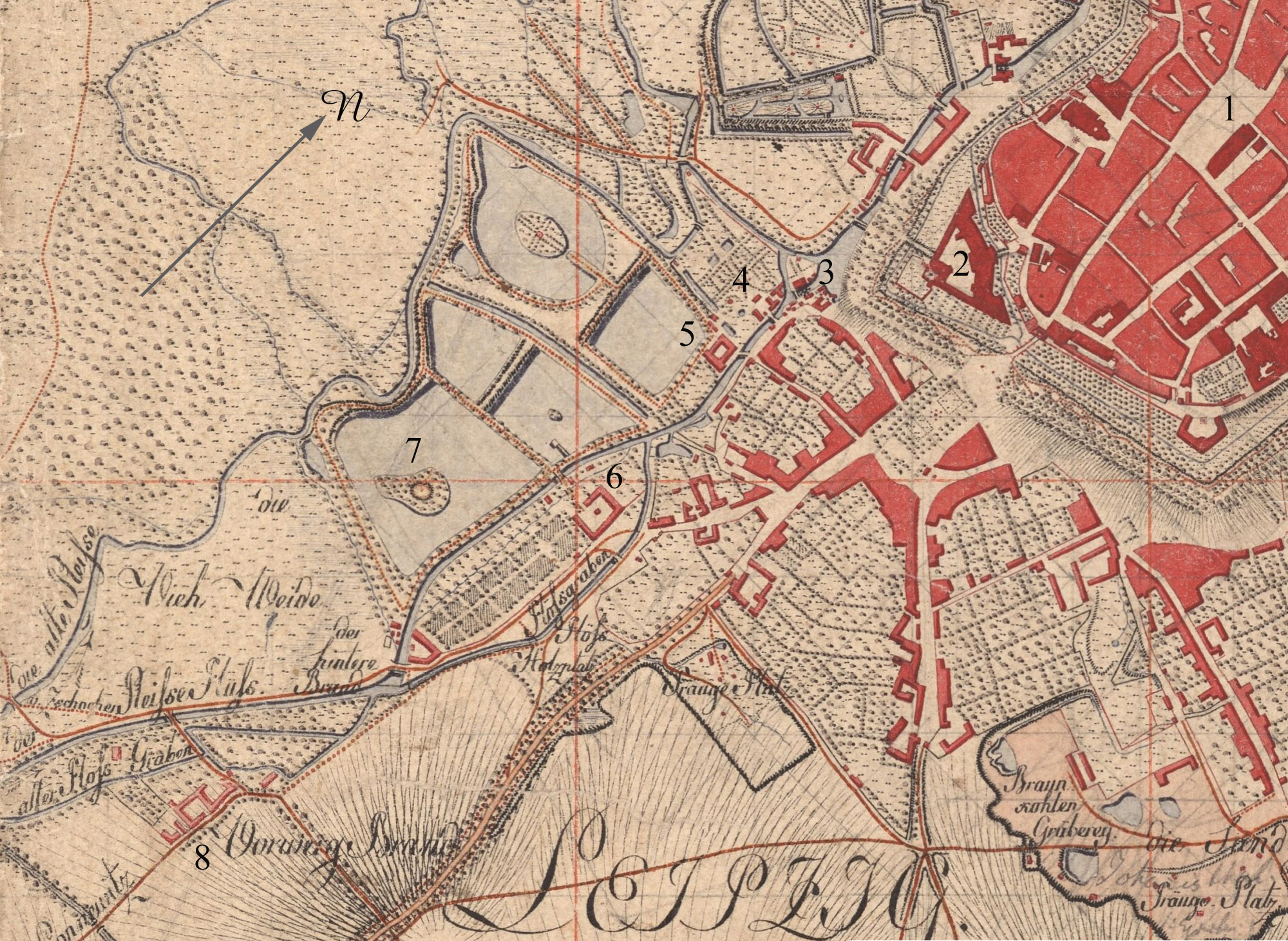
Lage des Floßplatzes (Bildmitte) um 1800. Der Platz erstreckte sich von Süden nach Norden bis zum sog. Schimmelschen Gut (Nr. 6 auf der Karte).

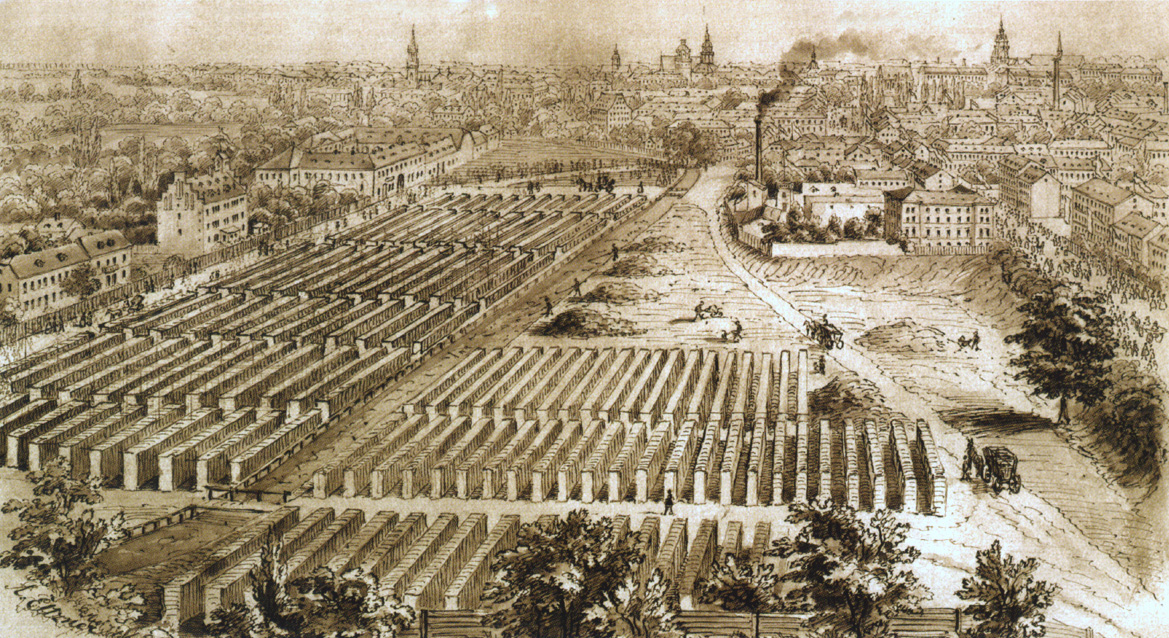
Holzstapel auf dem Leipziger Floßplatz 1864, Zeichnung von Adolf Eltzner

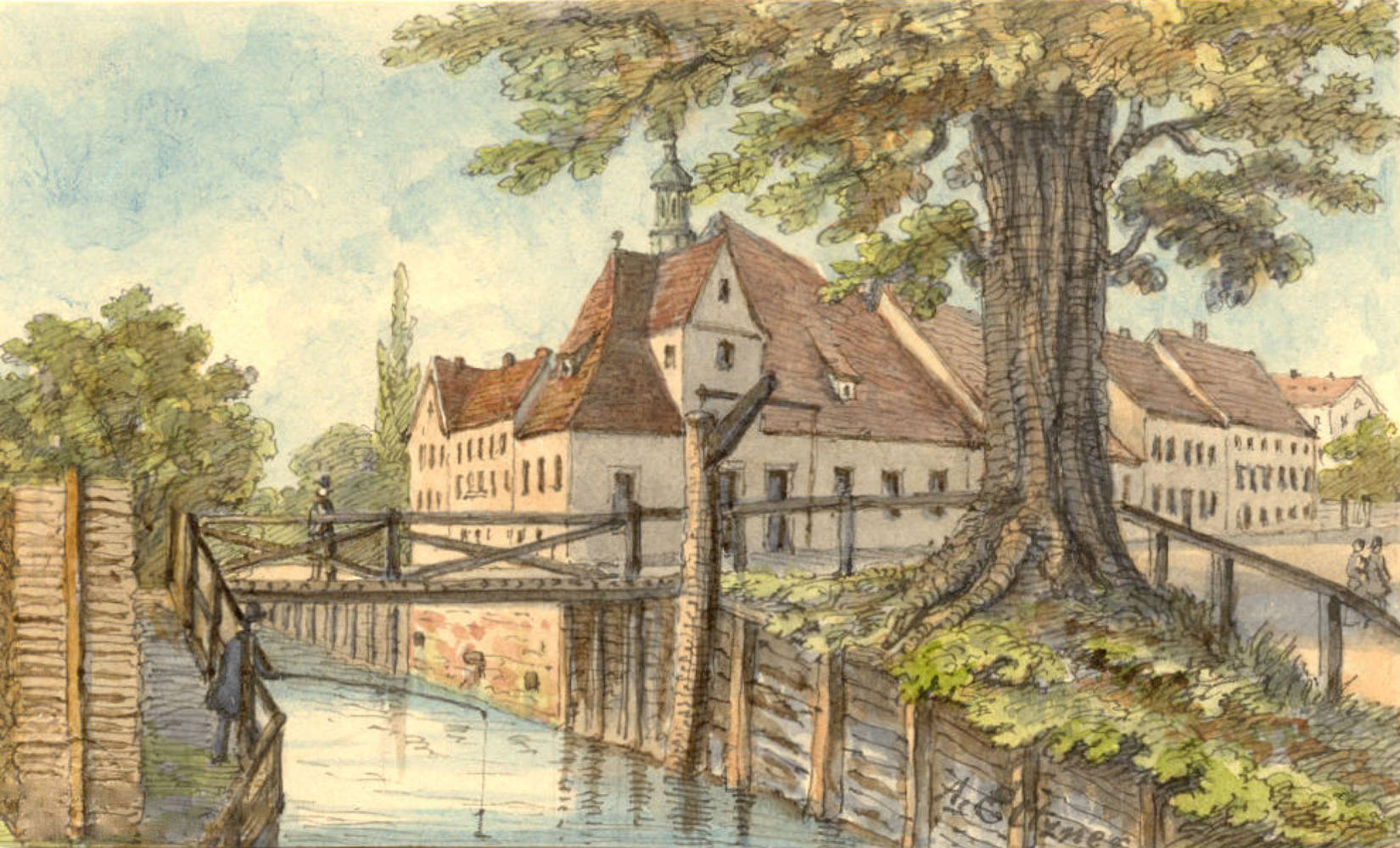
Floßgraben vor dem Münztor 1865, Aquarell von Adolf Eltzner

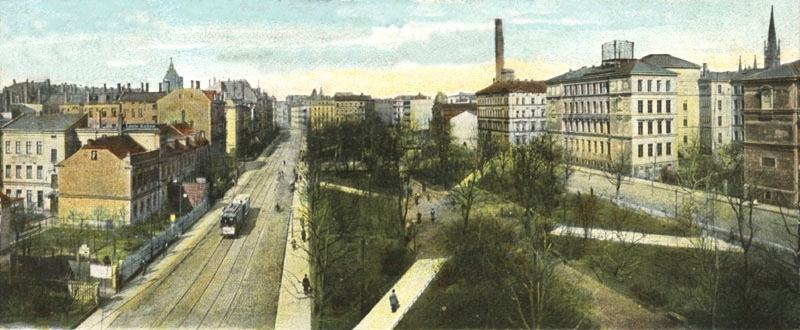
Der Floßplatz um 1900

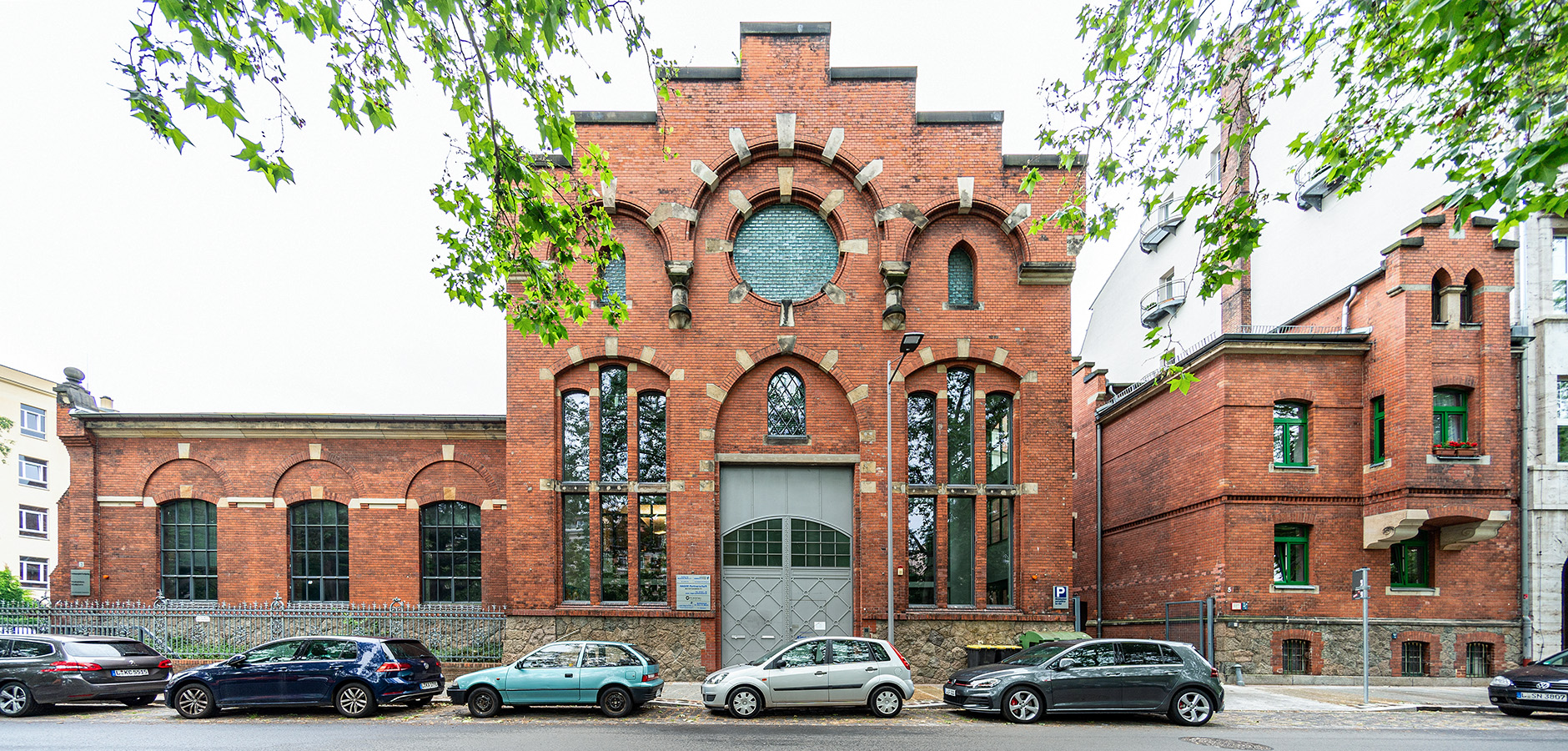
Ehemalige Kraftstation für die Große Leipziger Straßenbahn (2021)

Von 1610 bis 1865 war der Floßplatz als zentraler Umschlagplatz der Stadt für Bau- und Brennholz in Betrieb. Der Holzbedarf Leipzigs wurde außer aus den Auenwäldern südlich und westlich der Stadt (Ratsholz) in großem Maße durch Flößerei auf Elster und Pleiße aus dem Vogtland und dem Altenburger Land gedeckt. Dazu beteiligte sich der Rat der Stadt an der Errichtung des Elsterfloßgrabens (sog. „Kleiner oder Leipziger Floßgraben“), der westlich bei Pegau von der Weißen Elster abzweigte. Der Elsterfloßgraben war wiederum mit dem Pleißemühlgraben verbunden, so dass das Holz fast bis unmittelbar vor die Stadtmauern Leipzigs geflößt werden konnte. Vom Pleißemühlgraben führten Abzweige als Floßgräben von Süden nach Norden bis zum Floßplatz, der bis zu 21.000 Kubikmeter Holz aufnehmen konnte und zuweilen um die 100 Holzstapler beschäftigte.
Diese Floßgräben mündeten in Höhe Riemannstraße wieder in den Pleißemühlgraben. Damit bildeten sich keine stehenden Gewässer, weil das Wasser in den Floßgräben zirkulieren konnte. Trotzdem galt das ganze Terrain, auch wegen der nahen Teiche von Schimmels Gut (Nr. 6 auf der Karte) und der Sümpfe der Auenlandschaft jahrhundertelang als ungesund, da von Mücken verseucht. Deshalb und auch wegen des unsoliden morastigen Geländes blieb die Bebauung des Platzes bis 1865, als die Flößerei zugunsten des Holztransports per Eisenbahn aufgegeben wurde, recht bescheiden. Bis auf Schimmels Gut am Nordrand und einigen ein- bis zweistöckigen Häusern und einem Gartenlokal war der Floßplatz unbebaut.
Im Rahmen der Erschließung und Bebauung des Musikviertels und der Südvorstadt wurde auch der Floßplatz grundlegend umgestaltet, wobei die Floßgräben 1867 verfüllt wurden. Der Floßplatz wurde 1873 in einen Schmuckplatz mit Grünanlage umgewandelt. Die gärtnerische Gestaltung stammte vom Stadtgartendirektor Otto Wittenberg (1834–1918). Der Platz wurde ringsum mit Platanen bepflanzt, die noch heute bestehen. Jeweils von den Mittelpunkten des zweigeteilten Platzes – unterbrochen durch die Hohe Straße – führten fächerförmig Wege zu den Rändern. Innerhalb der Grünanlage waren zwei öffentliche Kinderspielplätze angelegt, je einer in der Mitte der beiden Platzhälften.
Ende des 19. Jahrhunderts prägten bürgerlich-repräsentative Wohnbauten wie im angrenzenden Musikviertel die Westseite des Floßplatzes. Die Häuser wurden im Stil des Historismus errichtet. Den Anfang der Neubebauung machte 1887 das gründerzeitliche Wohnhaus Floßplatz Nr. 31, das als Mietshaus für den Maurermeister Friedrich Louis Winkler nach dem Entwurf des Architekten Hugo Franz erbaut wurde. Durch seine breite Fassade und die plastischen Verzierungen der Beletage hatte der Bau die beabsichtigte repräsentative Wirkung. Der Entwurf für das Wohnhaus Floßplatz Nr. 26, erbaut 1910, stammt von dem für Leipzig bedeutenden Architekten Emil Franz Hänsel (1870–1943).
Auf der Ostseite entstanden zwei Schulneubauten, die III. Bezirksschule und die Realschule 1. Ordnung, die nach dem Neubau der Peterskirche 1885 in Petrischule umbenannt wurde. Auf dieser Platzseite stand auch das erste Elektrizitätswerk, das den Strom für den Betrieb der Straßenbahn lieferte. Seit 1884 fuhr die Pferdebahn vom Augustusplatz via Harkortstraße und Floßplatz bis zur Spießbrücke, wo der Floßplatz in die Dufour- bzw. Wundtstraße einmündet. 1897 wurde die Strecke elektrifiziert und seitdem bis 1999 von der Leipziger Straßenbahn befahren. Das Gleisbett der Straßenbahn wurde 2007 entfernt.

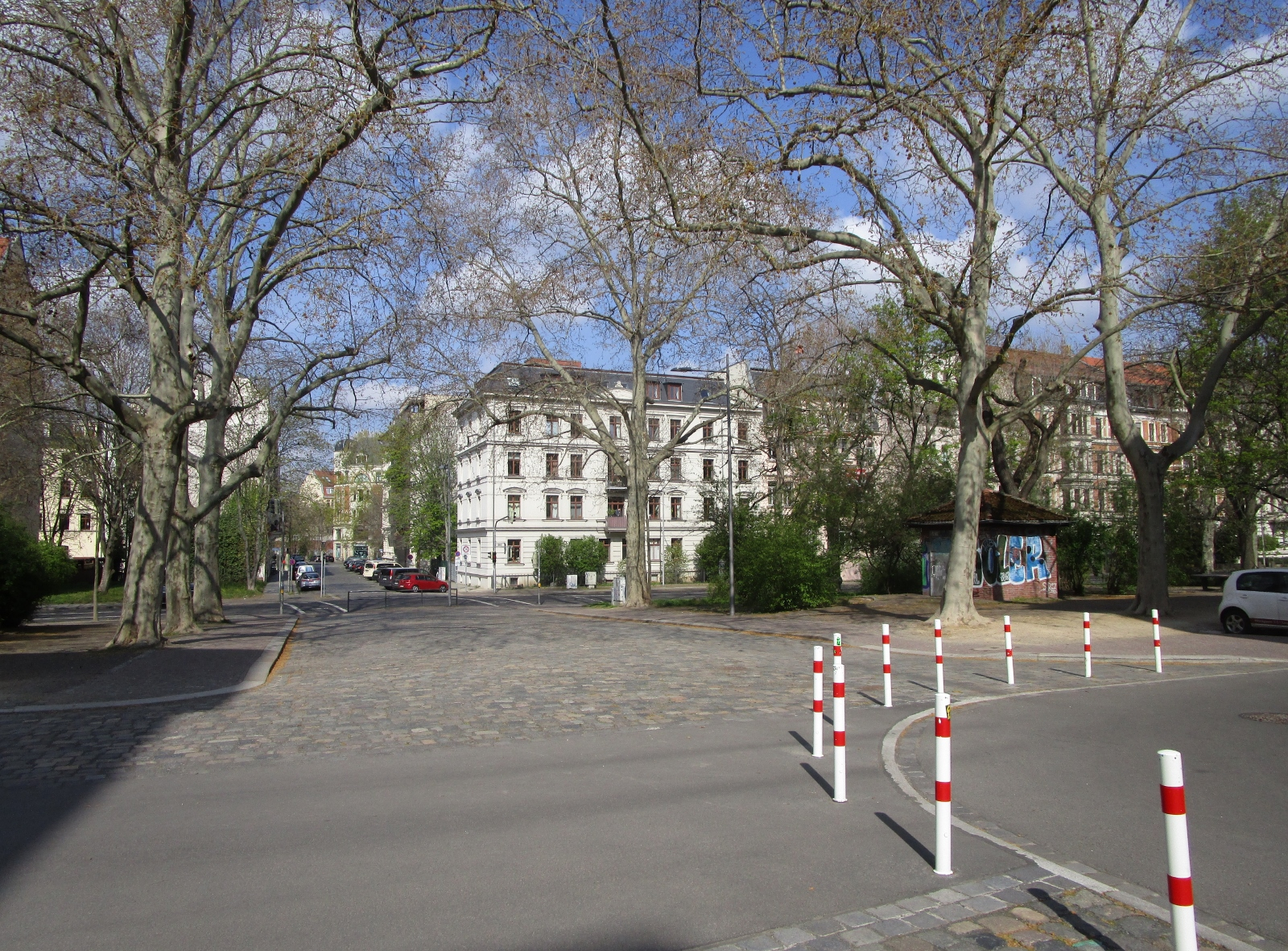
Floßplatz nach der Verkehrsberuhigung (2021)

2019 bis 2020 wurde der östliche Teil des Floßplatzes saniert und eine verkehrsberuhigte Zone eingerichtet. Der Platz, der ein Gartendenkmal mit 120 Jahre alten Platanen darstellt, wurde aufgewertet. Dafür wurden 769.000 Euro aus Ausgleichsbeiträgen aus dem Sanierungsgebiet Leipzig-Innerer Süden eingesetzt.
Wie das Musikviertel und Teile der Südvorstadt wurden auch die Bauten am Floßplatz durch die Luftangriffe im Zweiten Weltkrieg stark zerstört.